# Nasu (Tochigi)
Nasu (japanisch 那須町 Nasu-machi) ist eine Stadt im Landkreis Nasu der japanischen Präfektur Tochigi auf der Hauptinsel Honshū.

## Geografie
Nasu liegt im Norden der Präfektur Tochigi, zwischen den Bergen Nasudake und Yamizo.

## Übersicht
Hauptgeschäftszweige sind Holzgewinnung, Holzbearbeitung, Steinbrüche und Milchwirtschaft. Heiße Quellen und Golfplätze sind touristische Sehenswürdigkeiten, ebenso wie der Freizeitpark Nasu Highland Park.

## Verkehr
- Straße:
  - Tōhoku-Autobahn
  - Nationalstraße 4,294
- Eisenbahn:
  - Tōhoku-Hauptlinie, nach Ueno und Aomori.
  - Tōhoku-Shinkansen, nach Tokio und Aomori.

## Weblinks

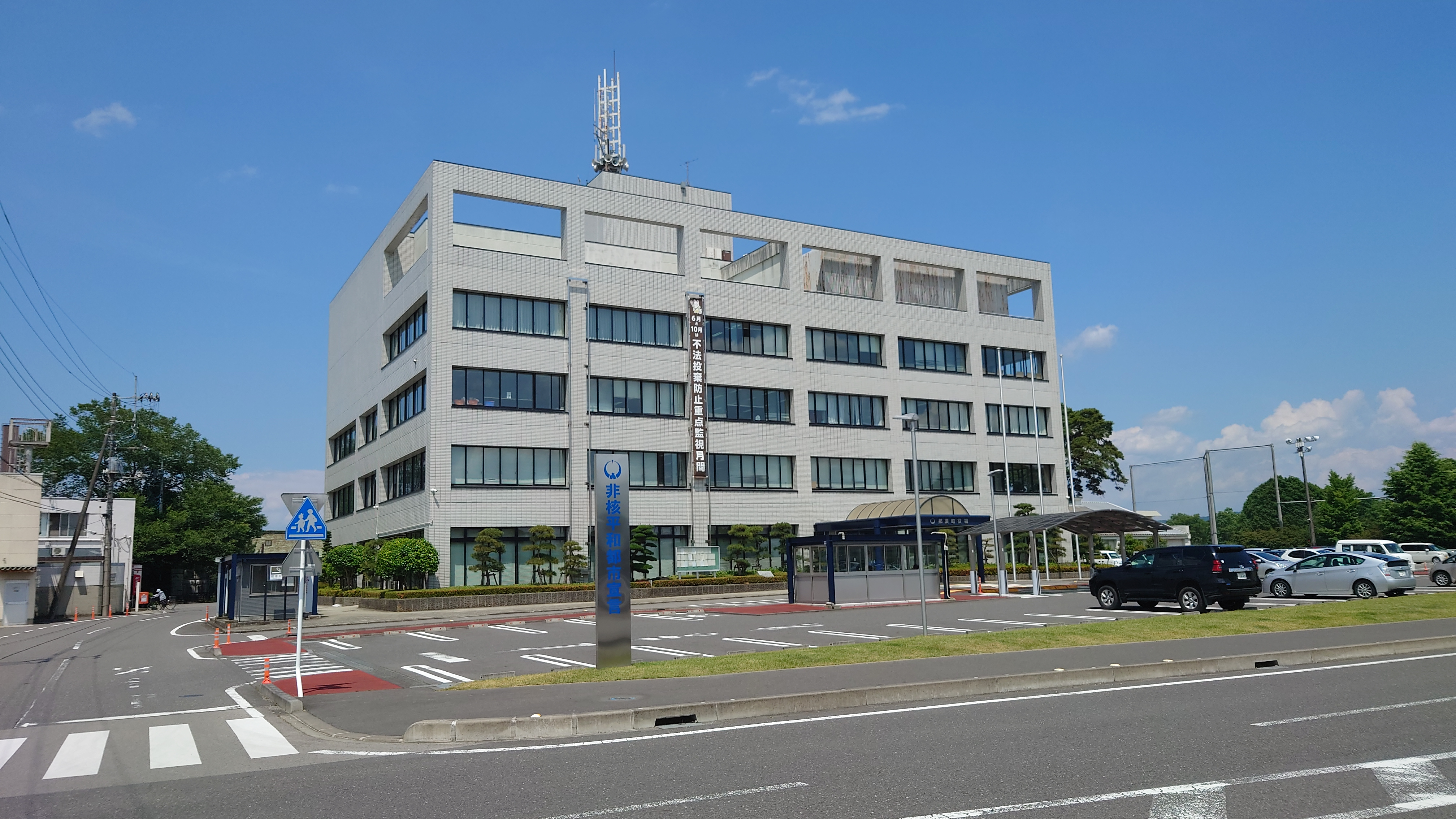
Rathaus von Nasu

## Angrenzende Städte und Gemeinden
- Präfektur Tochigi
  - Nasushiobara
  - Ōtawara
- Präfektur Fukushima
  - Shirakawa
  - Nishigō